# Bolivaritettix serrifemoralis
Bolivaritettix serrifemoralis är en insektsart som beskrevs av Deng, W.-a., Z. Zheng och S.-z. Wei 2009. Bolivaritettix serrifemoralis ingår i släktet Bolivaritettix och familjen torngräshoppor. Inga underarter finns listade i Catalogue of Life.